# 1823
1823 (DCCCXXIII) var ett normalår som började en onsdag i den gregorianska kalendern och ett normalår som började en måndag i den julianska kalendern.

## Händelser

### April
- April–oktober – Amerikanska flottan genomför landstiganden på Kuba i jakt på pirater.[1]

### Maj
- 22 maj – Sveriges kronprins Oscar (I) gifter sig genom ombud med Josefina av Leuchtenberg.

### Juni
- 19 juni – Det svenska kronprinsparets vigsel bekräftas vid en ceremoni i Storkyrkan.[2]
- Juni – Ett oppositionsparti framträder vid den svenska riksdagen, bland annat lett av Carl Henrik Anckarsvärd, Anders Danielsson och Nils Månsson i Skumparp. Riksdagen beslutar att metallmyntfot skall återinföras, på grund av den fallande prisnivån. Staten börjar därför bygga upp silverreserverna.

### Juli

Centralamerikanska federationen

- 1 juli – Centralamerikanska federationen skapas.[3]
- 10 juli – En färja till Öland kantrar i Kalmarsund, varvid omkring 40 människor drunknar.[4]
- Juli – Den franske fysikern och forskaren Augustin-Jean Fresnel installerar världens första för fyr avsedda Fresnel-lins i fyren Cordouan, belägen vid Girondeviken.

### Augusti
- 31 augusti – Franska trupper stormar fästningen Trocadero i Spanien som hålls av liberala upprorsmän vilket markerar slutet på det Spanska inbördeskriget.

### September
- 28 september – Sedan Pius VII har avlidit den 20 augusti väljs Annibale Francesco Clemente Melchiore Girolamo Nicola della Genga till påve och tar namnet Leo XII.

### Okänt datum
- 3 000 attacker av pirater mot handelsmän har rapporterats i Karibien sedan 1815.[1]
- Karl XIV Johan beslutar att börja låta bygga det kungliga slottet i Kristiania (nuvarande Oslo), fram till vilket gatan Karl Johans gate (mer känd som Karl Johan) leder.
- En badanläggning för salta bad öppnas i Varberg.
- Berättelser ur svenska historien av Anders Fryxell börjar ges ut.
- Per Adolf Norstedt startar ett bokförlag (Norstedts förlagsgrupp).
- Johan Aron af Borneman framlägger efter sin ekbesiktning (inledd 1819), ett förslag om att de svenska ekarna skall släppas fria och inte längre vara förbehållna flottan.
- Anti-Slavery Society bildas i Storbritannien.

## Födda

### Första kvartalet

#### Januari
- 27 januari – Édouard Lalo, fransk kompositör.

#### Februari
- 28 februari – Ernest Renan, fransk filosof.

#### Mars
- 23 mars – Schuyler Colfax, amerikansk politiker, representanthusets talman och USA:s vicepresident.

### Andra kvartalet

#### April
- 2 april – Samuel W. Hale, amerikansk republikansk politiker, guvernör i New Hampshire 1883–1885.
- 18 april – Otto Edvard August Hjelt, finländsk läkare och professor.

#### Maj
- 10 maj – John Sherman, amerikansk politiker.
- 14 maj – Carl Björn, svensk trädgårdsmästare och riksdagsman.
- 23 maj – Ante Starčević, kroatisk politiker.

#### Juni
- 11 juni – James L. Kemper, amerikansk jurist, militär och politiker, guvernör i Virginia 1874–1878.

### Tredje kvartalet

#### Juli
- 1 juli – Charles B. Farwell, amerikansk republikansk politiker, senator 1887–1891.
- 6 juli – Sophie Adlersparre, svensk friherrinna, pionjär inom den svenska kvinnorörelsen.
- 15 juli – Alexander av Hessen-Darmstadt, prins.
- 16 juli – Johannes Jonson, svensk hemmansägare och riksdagsman.
- 25 juli – Albert Lindhagen, svensk stadsplanerare, jurist, riksdagsledamot och kommunalman.

#### Augusti
- 3 augusti – Thomas J. Robertson, amerikansk republikansk politiker, senator 1868–1877.
- 4 augusti – Oliver Hazard Perry Morton, amerikansk republikansk politiker, senator 1867–1877.
- 15 augusti – Orris S. Ferry, amerikansk politiker och militär, senator 1867–1875.

#### September
- 28 september – Alexandre Cabanel, fransk målare.

### Fjärde kvartalet

#### Oktober
- 3 oktober – Adolph Peyron, svensk konsul och riksdagsman.

#### November
- 16 november – Henry G. Davis, amerikansk demokratisk politiker och affärsman, senator 1871–1883.
- 18 november – Charles Henry Bell, amerikansk republikansk politiker, senator 1879, guvernör i New Hampshire 1881–1883.
- 29 november – La Fayette Grover, amerikansk demokratisk politiker.

#### December
- 6 december – Friedrich Max Müller, tysk orientalist.
- 7 december – Leopold Kronecker, tysk matematiker.

## Avlidna

### Första kvartalet

#### Januari
- 8 januari – Francis Locke, 56, amerikansk politiker.
- 26 januari – Edward Jenner, 73, brittisk läkare, smittkoppsvaccinationens uppfinnare.

#### Februari
- 7 februari
  - Antoine-François Peyre, 83, fransk arkitekt.
  - Ann Radcliffe, 58, engelsk författare.

#### Mars
- 22 mars – Adam Kazimierz Czartoryski, 88, polsk furste och tronpretendent.

### Andra kvartalet

#### April
- 3 april
  - Gustaf von Knorring, 50, svensk militär och konstnär.
  - Erik Johan Stagnelius, 29, svensk lyriker.
- 23 april – John Williams Walker, 39, amerikansk politiker, senator 1819–1822.
- 24 april – David von Schulzenheim, 91, svensk läkare och nationalekonom.
- 29 april – Dwight Foster, 65, amerikansk politiker, senator 1800–1803.

#### Maj
- 18 maj – Friedrich Bury, 60, tysk konstnär.

#### Juni
- 1 juni – Louis Nicolas Davout, 53, fransk militär.

### Tredje kvartalet

#### Juli
- 22 juli – William Bartram, 84, amerikansk naturforskare.

#### Augusti
- 11 augusti – Herman Battram, 58, svensk ämbetsman.
- 20 augusti – Pius VII, född Barnaba Niccolò Maria Luigi Chiaramonti, 83, påve sedan 1800.

#### September
- 11 september – David Ricardo, 51, brittisk nationalekonom.
- 13 september – John Wayles Eppes, 51, amerikansk politiker.
- 23 september – Matthew Baillie, 61, brittisk patolog.

### Fjärde kvartalet

#### Oktober
- 8 oktober – Jean N. Destréhan, plantageägare och kreolpolitiker i Louisiana.
- 30 oktober – Edmund Cartwright, 80, brittisk präst och uppfinnare.

#### November
- 1 november – Heinrich Wilhelm von Gerstenberg, 86, tysk författare.

#### December
- 3 december – Giovanni Belzoni, 45, italiensk arkeolog.

### Fotnoter
1. 1 2  ”USA:s militära insatser i utlandet 1798-2004”. Arkiverad från originalet den 9 december 2013. https://web.archive.org/web/20131209174005/http://www.history.navy.mil/library/online/forces.htm. Läst 30 januari 2011.
2. ↑  Det hände i dag
3. ↑  World Statesmen
4. ↑  ”Värmlands brandhistoriska klubb”. Arkiverad från originalet den 12 oktober 2011. https://www.webcitation.org/62NB7kO36?url=http://www.brandhistoriska.org/olyckor_se.html. Läst 16 mars 2011.